# Szeszélyes évszakok
A Szeszélyes évszakok egy 1981. március 7. és 2004. december 31. között sugárzott kultikus magyar szórakoztató televíziós sorozat. Műsorvezetője Antal Imre (1994–1995 között Kudlik Júliával) volt. A hazai kabarétörténelem egyik legjelentősebb televíziós sorozata, a Magyar Televízió egyik leghosszabb ideig sugárzott műsora. Több korszakát is megkülönböztethetjük. Összesen 193 epizódot ért meg. 
Bár a nézettsége csökkent a kereskedelmi televíziók megjelenését követően, még a köztévés megszűnése idején is a csatorna legnézettebb műsorának számított.
2006-ban az RTL Klubon rövid időre újra indult Szeszélyes címmel, de ez már nem aratott akkora sikert. Öt adás leforgatása után a betegsége miatt Antal Imre visszavonult a műsor vezetésétől. Műsorvezető-társa a Szeszélyesben Csonka András volt.

## Szereplők
- Antal Imre
- Kudlik Júlia
- Ihos József
- Déri János
- Alfonzó
- Szombathy Gyula
- Balázs Péter
- Tahi Tóth László
- Sinkovits Imre
- Koncz Gábor
- Harsányi Gábor
- Szacsvay László
- Körmendi János
- Bárdy György
- Csákányi László
- Kósa András
- Bakó Márta
- Benkóczy Zoltán
- Sugár István
- Greguss Zoltán
- Turay Ida
- Miklósy György
- Hunyadkürti István
- Benedek Miklós
- Hernádi Judit
- Papadimitriu Athina
- Bánhidi László
- Kovács János
- Kállay Ilona
- Bencze Ferenc
- Dózsa László
- Raksányi Gellért
- Romhányi Rudolf
- Bajor Imre
- Pécsi Ildikó
- Hacser Józsa
- Borbás Gabi
- Sztankay István
- Schütz Ila
- Mikó István
- Haumann Péter
- Tábori Nóra
- Máthé Erzsi
- Csala Zsuzsa
- Reviczky Gábor
- Maksa Zoltán
- Aradi Tibor
- Varga Ferenc József
- Ayala (Illés István)
- Éles István
- Gálvölgyi János
- Knézy Jenő
- Vágó István
- Forgács Gábor
- Szilágyi Tibor
- Hollósi Frigyes
- Koltai Róbert
- Peterdi Pál
- Katona János
- Sinkó László
- Nyertes Zsuzsa
- Benkő László
- Straub Dezső
- Beregi Péter
- Heller Tamás
- Sas József
- Bánsági Ildikó
- Besenczi Árpád
- Pálos Zsuzsa
- Schubert Éva
- Szilágyi István
- Csányi János
- Jelisztratov Szergej
- Növényi Norbert
- Erdei Sándor
- Beleznay Endre
- Brindisi (Sinka István)
- Kálloy Molnár Péter
- Hajdu István (Steve)
- Pikali Gerda
- Balsai Móni
- Teremi Beatrix
- Kovács Zsuzsa
- Ullmann Mónika
- Nyírő Beáta
- Urbán Erika
- Kokas Piroska
- Rácz Brigitta
- Détár Enikő
- Kökényessy Ági